# アッティス

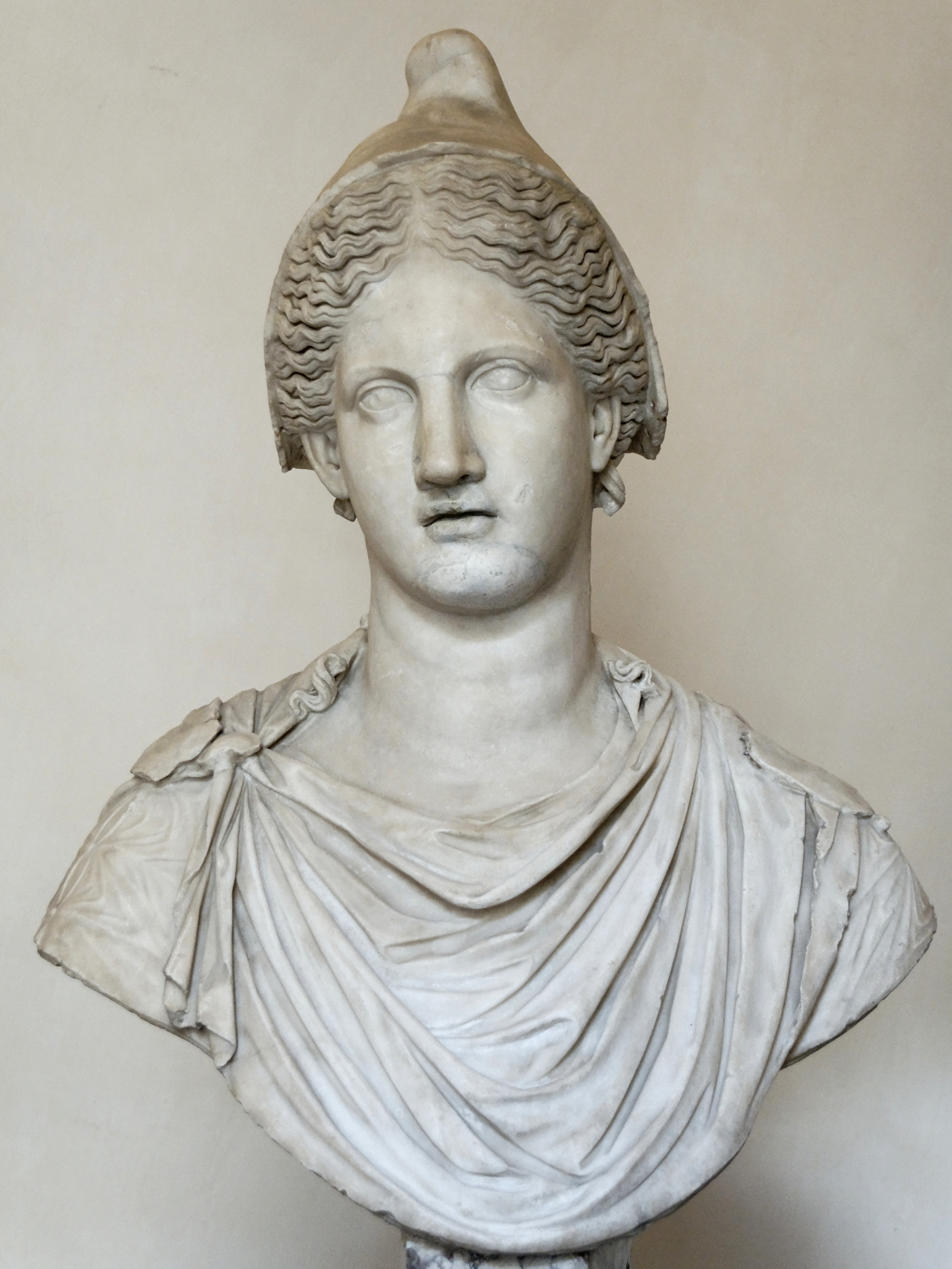
アッティス像（ローマ国立博物館所蔵）

アッティス（Attis）は、フリギアを起源とする死と再生の神の一つであり、その信仰は、キュベレー信仰と共に古代ギリシア、古代ローマまで広がった。一部の像などでは有翼の男性として表される。

## 概略
アッティスはローマで大地母神として知られたフリギアの女神キュベレーの息子かつ愛人である。同時に去勢された付き人であり、ライオンが牽引するキュベレーの戦車の御者でもある。彼はキュベレーの手で正気を失い、自ら去勢した。

## 伝説

### 起源
本来はフリギアの大商業都市ペシヌス（Pessinus）に関連のある半神であった。その都市の風上にはアグディスティス（Agdistis）山があり、その山はダイモーン（daemon、守護神）の体現と考えられていた。また外国人はそれを大いなる母キュベレーと関連づけた。

### 出生
アッティスがアグディスティスから由来するという話を聞いたのは、旅行者パウサニアス（Pausanias）であった。この説話にははっきりと非ギリシア的要素がある。パウサニアスが聞いた所によると、守護神であるアグディスティスは最初両性具有であった。ところが、オリュンポスの神々はアグディスティスを恐れて、その男性器を切除し捨てた。その性器からは一本のアーモンドの木が生え、その木が実った時、サンガリオ（Sangario）河の娘ナナ（Nana）が実をとって胸中に置いた。その実は一旦姿が見えなくなり、娘は身籠った。月満ちて男の子が生まれ、丘のそばに丸出しで置かれたが、牡の山羊が子供の面倒をみた。

### 母親の嫉妬と去勢、死、再生
アッティスが育つにつれ、彼は長髪の美男子になり、神のようになった。キュベレーであるアグディスティスは彼との恋に落ちた。だが、アッティスの里親は彼をペシヌスに送り、王女とめあわせようとした。伝説によってはこの時のペシヌス王はミダースだという。いままさに婚礼の歌が流れんとするとき、アグディスティス/キュベレーが超絶的な（transcendent、心霊と肉体の双方に関係した、の意）力を振るい、アッティスの正気を失わせて、自ら性器を切り落とさせた。アッティスの義父になるべき人物、即ち王女をアッティスが結婚させるはずだった王もそれに倣い、自ら去勢しキュベレーに身を捧げるコリュバンテスの先例となったのである。アグディスティスは後悔し、アッティスの身体を衰えも滅びもしないものに変えた(Pausanias, Greece, 7.19)。
アッティスは常緑樹である松の姿に生まれ変わった。ペシヌスのアグディスティス（諸神の母キュベレー/レアーはなおもその名で呼ばれていた）神殿にあることを地理家のストラボンが物語っている(Geography, 12.5.3)。
ローマでは、去勢したキュベレーの信徒をガッリ（Galli）またはガウル（Gaul）と呼んだ（アナトリアのGaulについてはen:Galatia参照）。

### 豚との関わり
隣国のリディアがフリギアを支配するようになると、アッティスの信仰にリディアの要素が持ち込まれた。アッティスはリディアに母なる神キュベレーの信仰を伝えようとしたところ、ゼウスの嫉妬を招いた。ゼウスはリディアの作物を破壊するべく、一頭の去勢前の雄豚を放った。アッティスとかなりのリディア人が豚に殺された。パウサニアスは話を裏付けるべく加えている。ペシヌスに住むガウルたちは、豚を食べないようにしている、と。神話のこの部分は、リディアのガウルの持つ特異な食の禁忌を説明するためにのみ思いつかれたものであろう。

### キュベレー信仰との合体
奔放なキュベレーの信仰がアナトリアからギリシア、更にはローマにまでも広がるに従い、その去勢させられ再生された連れ合いであるアッティスの信仰を伴うようになった。マグナ・グラエキア（Magna Graecia、イタリア南部等のギリシア人入植地）で発見された大理石製の浅浮き彫りには、戦車に乗るキュベレーとともにアッティスも描かれている。その浮き彫りはヴェネツィアの考古博物館にある。モーゼルに委託されていた精緻な鍍銀真鍮のアッティス像は1963年に修復され、建設中だったラインラント博物館（Reheinisches Landesmuseum、 博物館のサイト（ドイツ語）。 英語で書かれた案内）に保管されている。像は典型的なアナトリアの神の衣装をまとっている。ズボンは両足の前の所がまとめられ、フリギアの帽子を被っている（外部リンク参照）。